# Шляймер, Джозеф
Джозеф Шляймер (англ. Joseph Schleimer ); (Миссиссога, Канада — 23 ноября 1988, Миссиссога, Канада) — канадский борец вольного стиля, бронзовый призёр Олимпийских игр

## Биография
Родители Шляймера — немецкоязычные эмигранты из Кочевье (ныне в Словении), которые перебрались в Канаду в конце XIX века.
В 1927 году переехал в Онтарио, где начал заниматься борьбой в клубе YMCA В 1933 и 1934 годах становился чемпионом Канады. В 1934 году одержал победу на Играх Британской империи. В 1936 году подтвердил звание чемпиона Канады.
Представлял Канаду на Олимпийских играх 1936 года и завоевал бронзовую медаль в полусреднем весе. Эта медаль оказалась последней для Канады в олимпийской борьбе вплоть до 1984 года.
См. таблицу турнира.
После прекращения спортивной карьеры стал тренером, а затем спортивным функционером. С 1961 года стал президентом комитета борьбы Союза спортсменов-любителей Канады. В 1970 годы был главой Ассоциации борьбы Онтарио.
Умер в 1978 году.
Член зала Славы олимпийцев Канады (1960).